# Sāgar (ort i Indien, Karnataka, Yadgir)
Sāgar är en ort i Indien.   Den ligger i distriktet Yadgir och delstaten Karnataka, i den södra delen av landet, 1 300 km söder om huvudstaden New Delhi. Sāgar ligger 420 meter över havet och antalet invånare är 120 215.
Terrängen runt Sāgar är huvudsakligen platt, men norrut är den kuperad. Runt Sāgar är det ganska tätbefolkat, med 192 invånare per kvadratkilometer. Sāgar är det största samhället i trakten. Trakten runt Sāgar består till största delen av jordbruksmark.